# Zonopimpla ashmeadi
Zonopimpla ashmeadi là một loài tò vò trong họ Ichneumonidae.